# Gorilla Glass

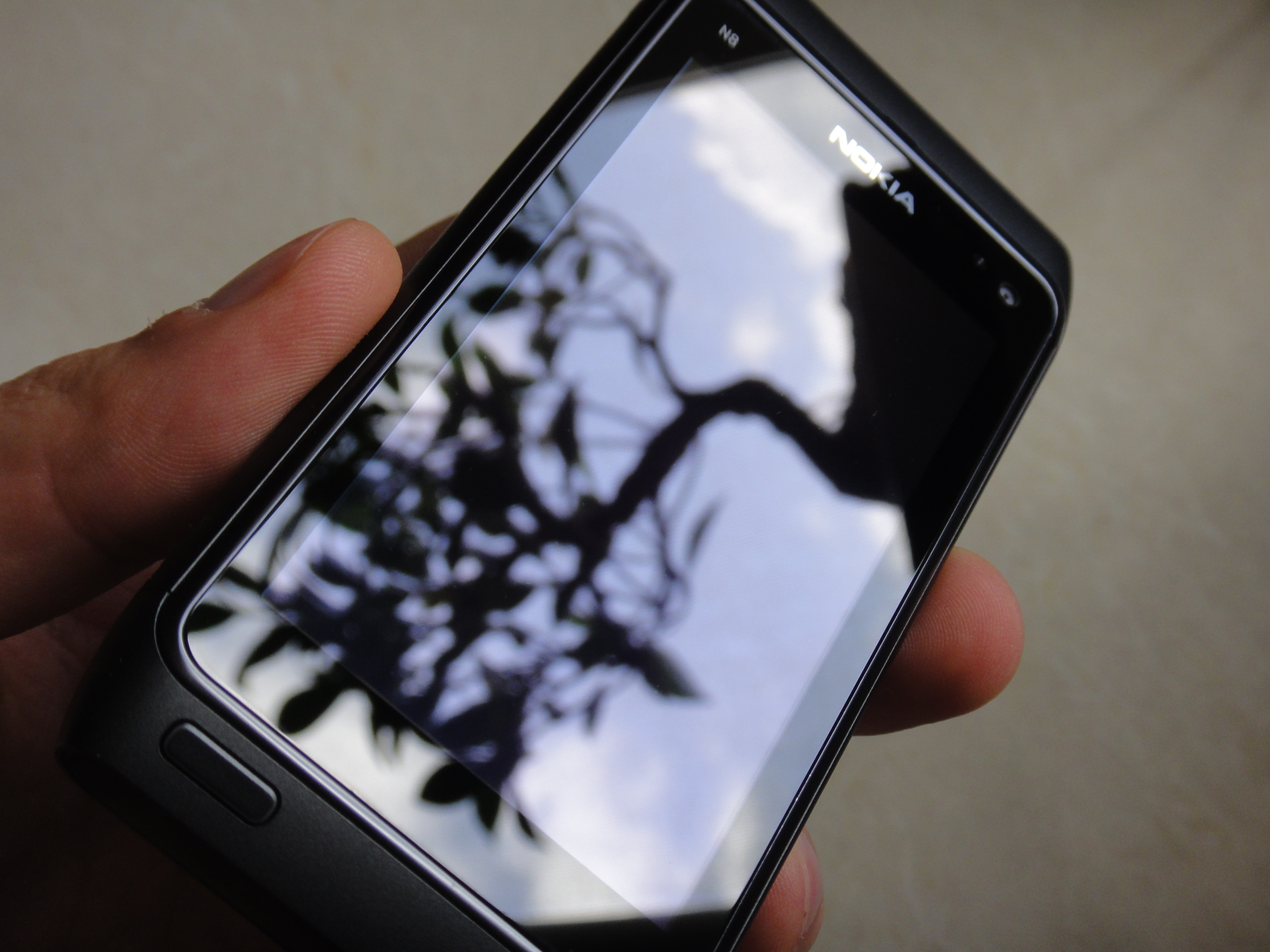
Un Nokia N8 amb pantalla Gorilla Glass

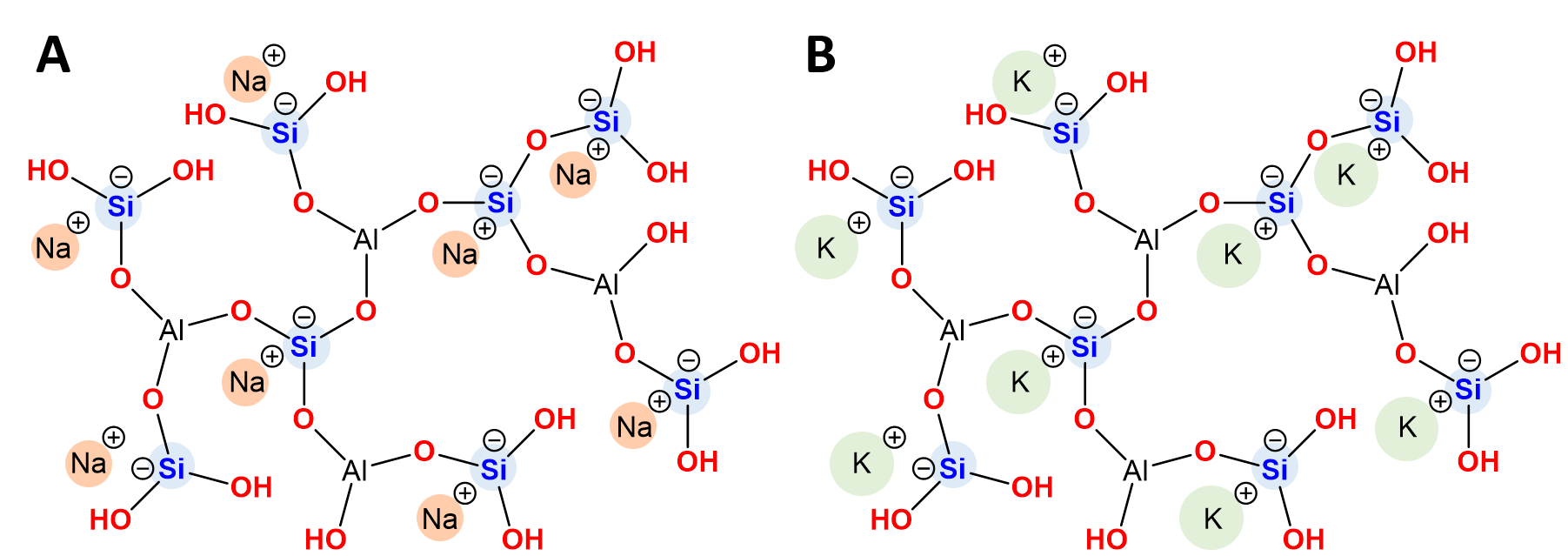
Comparació entre l'estructura del vidre i el Gorilla glass del telèfon intel·ligent.

Gorilla Glass és una marca de vidre reforçat químicament desenvolupada i fabricada per Corning. Està a la vuitena generació. Dissenyat per ser prim, lleuger i resistent als danys, el vidre guanya la seva resistència a la superfície, la capacitat de contenir defectes i la resistència a les esquerdes en submergir-se en un bany calent de sal de potassi i d'intercanvi d'ions.
La làmina de vidre alcalí - aluminosilicat s'utilitza principalment com a vidre de coberta per a dispositius electrònics portàtils, inclosos telèfons mòbils, rellotges intel·ligents, reproductors multimèdia portàtils, pantalles d'ordinador portàtils i pantalles de televisió. Es fabrica a Harrodsburg, Kentucky; a Asan, Corea del Sud; i a Taiwan. L'octubre de 2017, uns cinc mil milions de dispositius a tot el món contenien Gorilla Glass. Tot i que domina el seu mercat, Gorilla Glass s'enfronta a una competència diferent d'equivalents propers, com ara Dragontrail d'AGC Inc. i Xensation i safir sintètic de Schott AG.

## Antecedents i desenvolupament
Corning va experimentar amb vidre reforçat químicament el 1960 com a part d'una iniciativa "Project Muscle". En pocs anys havien desenvolupat un "vidre musculat" comercialitzat com Chemcor. El producte es va utilitzar fins a principis de la dècada de 1990 en aplicacions comercials i industrials, incloent-hi automoció, aviació i usos farmacèutics, sobretot en aproximadament 100 cotxes de carreres Dodge Dart i Plymouth Barracuda el 1968, on minimitzar el pes del vehicle era essencial.
L'experimentació es va revifar el 2005, investigant si el vidre es podia fer prou prim per utilitzar-lo en electrònica de consum. Encara que no es deia Gorilla Glass en aquell moment, es va posar en ús comercial amb el llançament de l'iPhone el juny de 2007. L'iPhone que Steve Jobs va revelar el gener de 2007 encara tenia una pantalla de plàstic. L'endemà d'aixecar l'iPhone de plàstic a l'escenari, Jobs es va queixar de les ratllades que s'havien desenvolupat a la pantalla del telèfon després de portar-lo a la butxaca. Llavors Apple es va posar en contacte amb Corning i li va demanar un vidre prim i endurit per utilitzar-lo al seu nou telèfon. El vidre resistent a les ratllades que s'enviava a l'iPhone de primera generació finalment es coneixeria com Gorilla Glass, presentat oficialment el febrer de 2008. Corning va desenvolupar encara més el material per a una varietat de telèfons intel·ligents i altres dispositius electrònics de consum per a diverses empreses.
Corning comercialitza les propietats primàries del material com la seva alta resistència a les ratllades (recobriment protector) i la seva duresa (amb una prova de duresa Vickers de 622 a 701), que permet que el vidre sigui prim sense ser fràgil. El vidre es pot reciclar.
El desembre de 2015, Ford va anunciar que utilitzaria el material per al parabrisa i la finestra posterior del seu cotxe esportiu Ford GT de segona generació que sortirà a la venda el 2016. Més tard es va estendre als models principals com el Ford F-150 i el Jeep Wrangler.

## Fabricació
Durant la seva fabricació, el vidre és endurit per intercanvi iònic. El material es submergeix en una sal de potassi alcalina fosa a una temperatura d'aproximadament 400 °C (750 °F), on els ions de sodi més petits del vidre són substituïts per ions de potassi més grans del bany de sal. Els ions més grans ocupen més volum i, per tant, creen una capa superficial d'estrès de compressió residual elevat, donant a la superfície del vidre una major resistència, la capacitat de contenir defectes, i la resistència general a les esquerdes, fent-lo resistent als danys quotidians.